# 长阳巴山舞

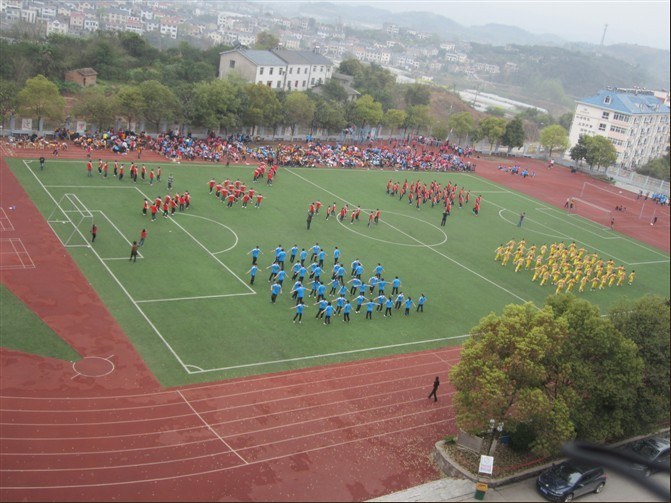
宜昌市的一所中学正在举行巴山舞比赛 （2012-3-30）

长阳巴山舞，简称巴山舞，是中国土家族民族舞蹈，属于集体舞蹈，具有娱乐性，起源于长阳土家族自治县，由长阳民间舞蹈工作者覃发池于1980年代创作，是以早期土家族舞蹈动作为基础改编而成的舞蹈。巴山舞推出后，迅速风靡湖北地区，也传播至整个中国大陆。
巴山舞也曾获得过中国官方的好评。

## 评价

### 正面
- 中国官方媒体《人民日报》在1987年曾这样评价巴山舞：“当众多的进口娱乐性舞蹈风靡一时之际，重山叠峰中的巴山舞却占据了那么多朴实的心灵，这种文化景观，带给人们许多思考，至少，它开拓、展示了一片独特的审美领域。”[2]

### 负面
- 在中国湖北地区，有很多学校要求学生学习巴山舞，有强制性。很多学生不愿意学习巴山舞，并认为学习巴山舞是浪费时间。巴山舞并不符合当今大多数青少年的审美观。

## 舞蹈段落名称
巴山舞全过程约花费5分钟时间。
- 半边月
- 风摆柳
- 四合
- 巴山摇
- 风摆柳
- 双龙摆尾
- 喜鹊登枝
- 靠身子

## 传播
巴山舞推出后，迅速风靡湖北地区。由于具有较强的娱乐性和健身性，巴山舞成为市民锻炼身体和休闲娱乐的一种渠道。2012年，湖北省教育厅在全省各个学校发起“大家唱，大家跳”活动，其中，最主要的项目是学习巴山舞。很多学校为此举行了学生巴山舞比赛。